# Ратов, Игорь Павлович
Игорь Павлович Ратов (1 июля 1929 — 11 июля 2000) — советский и российский учёный, специалист в области биомеханики спорта, выпускник Московского областного педагогического института, доктор педагогических наук (1973), профессор (1974). Заслуженный работник физической культуры Российской Федерации (1989).
Член экспертного совета Государственного комитета Российской Федерации по физической культуре и туризму. В 1978—1981 года работал директором Всероссийского научно-исследовательского института физической культуры и спорта. С 1994 года действительный член международной академии информатизации. Автор 67 изобретений. Обладатель шести медалей ВДНХ. Является автором более чем 450 научных работ. В 1977 году удостоен премии Спорткомитета СССР за лучшую научно-исследовательскую работу в области физкультуры и спорта. Является лауреатом премии Международного совета по спортивной науке, физическому воспитанию и спорту имени Филипа Ноэль-Бейкера за выдающиеся работы в области биомеханики и физиологии упражнений (1980).
Похоронен на Ваганьковском кладбище.

## Семья
Ратов, Павел Васильевич (1896—1959) — отец, легкоатлет (метание диска, пятиборье), судья всесоюзной категории, Заслуженный мастер спорта СССР, тренер, журналист, спортивный организатор. Ратов, Владислав Игоревич (1960—2010) — сын, самбист, дзюдоист, сумоист, призёр чемпионатов СССР по самбо, абсолютный чемпион СССР по самбо, чемпион Европы по самбо, победитель и призёр розыгрышей Кубка мира по самбо, Заслуженный мастер спорта России, вице-президент Федерации сумо России.